# 伊原六花
伊原六花（日语：／ Ihara Rikka */?，1999年6月2日—），本名林沙耶（日语：／ Hayashi Saya */?），是一名日本女演員，大阪府大阪狹山市出身，所屬經紀公司為FOSTER。高中時代擔任大阪府立登美丘高等學校舞蹈部的隊長，因而被發掘進入演藝圈。

## 簡介

### 早期
伊原從4歲開始學芭蕾舞，小學二年級時觀看友人有份演出的舞台劇後，開始對音樂劇產生興趣，2008年至2012年在「兒童音樂劇」參與合唱和跳舞的訓練，自此開始學習演戲。2012年，她升讀中學後，通過徵選參與了由劇團RKX舉辦的音樂劇《Zubon船長〜Fifi & the Seven Seas〜》，翌年開始連續兩年隸屬於劇團RKX，並且在前述作品餘演Jojo姐。另外，她在2015年至2017年期間，引入稱為「現代版組踊」的演技至舞蹈當中。
2015年4月，她升讀大阪府立登美丘高等學校普通科，並且加入由編舞師akane擔任指導的舞蹈部。做為隊長，她在無數的大會中勝出，而在2017年8月舉行的日本高中舞蹈部錦標賽中披露由自己擔任中心成員的「泡沫舞蹈」（バブルダンス），並且引起了大量的媒體關注。

### 女演員
原本伊原打算在高中畢業後升讀東京的大學再參加徵選，可是尚未畢業便由經紀公司FOSTER的星探所發掘、2017年10月，她加入FOSTER，並且以「伊原六花」為藝名展開了藝能活動。
2018年2月，她通過徵選獲起用為房地產公司世紀21物業的新形象代表初代「世紀21物業女孩」，並且參演了自7月開始播出的廣告。3月，她從大阪府立登美丘高等學校普通科畢業，同月下旬上京，作為演員正式展開藝能活動。
3月31日，她出演「Mynavi presents 第26屆 東京女孩展演 2018 SPRING/SUMMER」，首次走貓步。4月，她的首個冠名電台節目《世紀21物業 presents 伊原六花與課外活動☆舞蹈』（TBS電台）正式啟播。6月，她的首本寫真集《rikka》開始發賣。
7月，她在TBS電視台電視劇《青春後空翻》中首次參演電視劇。

2019年4月，她在同年6月公開的《明治東京戀伽》中首次擔任連續劇和電影主演，她也有份參演同年度前期播出《夏空》，這也是她首次參演NHK連續電視小說。
2019年4月，她擔任在通信卡啦OKDAM播出的音樂情報節目《DAM CHANNEL》的第16代主持人。

### 歌手
2019年1月，伊原演唱了由大澤伸一擔任製作人，由avex trax發行的「Wingbeats」，這是其自身有份出演的「世紀21物業」的廣告歌，從而歌手出道。雖然她原本就喜歡唱歌，但是從未在其他人面前唱過歌，因此事前接受了發聲訓練。
另外，她也以客席歌手的身份演唱了在同年1月播映的動畫《輝夜姬想讓人告白～天才們的戀愛頭腦戰～》主題曲鈴木雅之的《Love Dramatic feat. 伊原六花》。

## 人物
伊原的興趣是料理、閱讀。喜歡的書籍是『小王子』，特長是跳舞。她自幼的夢想就是做音樂劇演員，以電影《大娛樂家》中的曉治·積曼般唱歌跳舞的藝人為目標，期許自己在23歲前能出演音樂舞台劇，為此而多次參加舞蹈和歌唱的課程。她視作目標的女演員是宮崎葵，「想成為可以演出任何角色的女演員」。家庭構成是父母和姊妹。她還是高中生的時候經常吃的B級美食有油渣烏冬。

## 出演

### 電視劇
- 青春後空翻（2018年7月13日 - 9月14日，TBS） - 飾演 麻生芙美[18]
- 大誘拐（日语：大誘拐2018）（2018年12月14日，東海電視台・富士電視台） - 飾演 吉村紀美
- 家康，建起江戶（日语：家康、江戸を建てる） 後編「金貨之町」（2019年1月3日，NHK綜合） - 飾演 栗[31]
- 醜聞專門律師 QUEEN（日语：スキャンダル専門弁護士 QUEEN） 第1集 (2019年1月10日，富士電視台） - 飾演 綠川林檎[32]
- 明治東京戀伽（2019年4月9日 - 5月28日，神奈川電視台、U-NEXT等） - 主演・綾月芽衣[19][20]
- 連續電視小說（NHK）
  - 夏空 第55集 - 第156集（2019年6月3日 - 9月27日） - 飾演 森田桃代[33][21][22][34]
  - 布基烏基（2023年10月2日 - 2024年3月29日）  - 飾演 秋山美月
- 丼物委員長（2020年10月25日 - 2021年1月3日，BS东视） - 主演・委員長[35]
- 七人的秘書 第7集（2020年12月3日，朝日電視台） - 飾演 中川由加里
- 神的病歷簿（2021年2月15日 - 3月8日，東京電視台） - 飾演 水無陽子
- 空中女孩（2021年3月20日，朝日電視台） - 飾演 川村陽子
- 警視廳·搜查一課長 Season5 第1集（2021年4月8日，朝日電視台） - 飾演 桐野梨子
- 五個相撲的少年!（2022年10月26日 - 12月21日，Disney+） - 主演・大庭穗香
- 黃昏下牽起手（2023年1月17日 - 3月21日，TBS） - 飾演 丹澤千春
- 我的第二青春（2023年10月17日 - 12月19日，TBS） - 飾演
- 被奪走肝的妻子（2024年4月3日 - 6月26日，日本電視台） - 主演・北山優香[36]
- 平行世界的夫婦（2025年4月1日 - 6月17日，關西電視台・富士電視台） - 主演・（與伊野尾慧雙主演）[37]

### 電影
- 明治東京戀伽（2019年6月21日） - 主演・綾月芽衣[19][20]
- 地獄花園（2021年5月21日） - 飾演 田中直子的同事
- 星空之外的國度（2021年7月16日） - 飾演 賀村愛弓
- 邪惡無盡（2023年10月20日，AEON ENTERTAINMENT） - 主演・內田櫻[38]
- 神奇柑仔店 錢天堂（2024年12月13日） - 飾演 相田陽子

### 電視動畫
- 神奇柑仔店 錢天堂（2024年12月6日，NHK教育頻道） - 飾演 胡桃[39]

### 電台
- 世紀21物業 presents 伊原六花與課外活動☆舞蹈（2018年4月8日 - ，TBS電台） - 主持人[16]

### 網絡節目
- DAM（日语：DAM (カラオケ)）（2019年4月7日 - ，通信卡啦OK（日语：通信カラオケ）） - 第16代目主持人[23]

### 廣告
- LINE LINE 大家的故事「校區天堂〜現在的四年大學生涯以4分鐘來嘗試總結了一下〜」（2018年4月2日 - ）[40]
- 世紀21物業（2018年7月21日 - ） - 形象代表「世紀21物業女孩」[41]
  - 「新人的決意」篇 [42]
  - 「第一次獨住」篇 [43]
  - 「揭起新時代的旗幟」篇（2019年1月21日 - ）[44]
- PROTO CORPORATION（日语：プロトコーポレーション）Goo-net（日语：グーネット）（2018年8月24日 - ） - 形象代表[45]
- ABC-Mart（日语：ABCマート）「NIKE CLASSIC SNEAKER」（2018年9月6日 - ）[46]
- With us（日语：ウィザス） Pharos個別指導學院（2018年11月14日 - ） - 形象代表[47]
- Naris化粧品（日语：ナリス化粧品）「Parasola」（2018年12月10日 - ） - 形象代表[48]
- Career Field Kokocare 網絡影片系列「Kokocare presents 伊原六花的1天保育士（日语：保育士）體驗!六花老師♡」（2019年2月1日 - ）[49]

### 音樂錄影帶
- 井上陽水《care》（2018年6月）[50]
- 鈴木雅之《Love Dramatic feat. 伊原六花》派生影片（2019年2月）[51]

### 活動
- Mynavi（日语：マイナビ） presents 第26屆 東京女孩展演 2018 SPRING / SUMMER（2018年3月31日，橫濱體育館）[15]

## 書籍

### 寫真集
- rikka（2018年6月1日，東京新聞通信社，攝影：佐藤佑一（日语：佐藤佑一）、ISBN 978-4863367692）[17]
- sau hoa（2019年6月1日，東京新聞通信社，攝影：佐藤佑一）[52][53][54]

## 唱片

### 單曲
- Wingbeats（2019年1月30日，avex trax）[26][25]

### 參加歌曲
- 鈴木雅之《Love Dramatic feat. 伊原六花》（2019年2月27日，日本史詩唱片，ESCL-5203/5204） - 客席歌手[28]

## 外部連結
- 公式プロフィール（页面存档备份，存于）
- 伊原六花（页面存档备份，存于）
- 伊原六花的Instagram帳戶
- 伊原六花的X（前Twitter）
- YouTube上的伊原六花頻道